# Leichtathletik-Europameisterschaften 1938/Diskuswurf der Männer

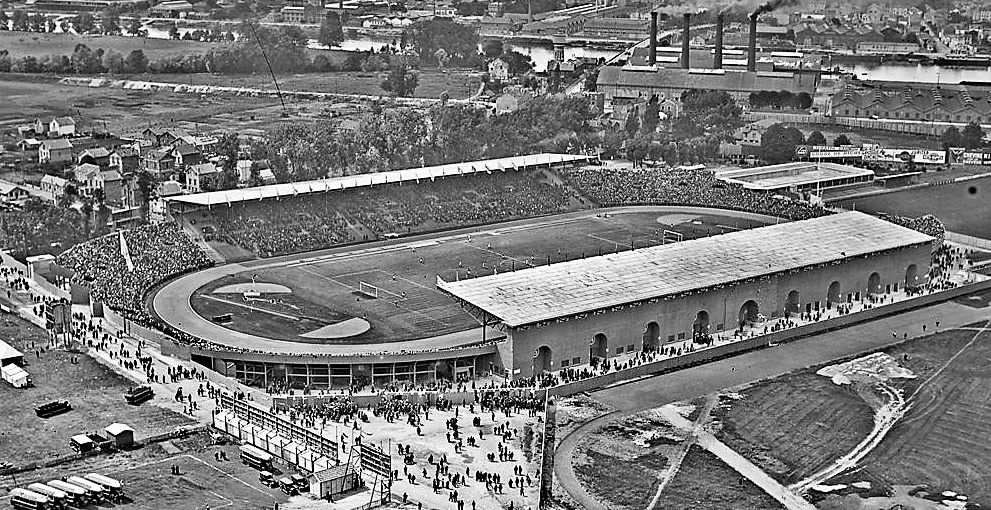
Olympiastadion in Paris 1924

Der Diskuswurf der Männer bei den Leichtathletik-Europameisterschaften 1938 wurde am 5. September 1938 im Stade Olympique der französischen Hauptstadt Paris ausgetragen.
Europameister wurde der deutsche Weltrekordler Willy Schröder. Er siegte vor dem Italiener Giorgio Oberweger. Bronze gewann der Schwede Gunnar Bergh.

## Bestehende Rekorde
| Weltrekord           | 53,10 m | Willy Schröder   | Magdeburg, Deutsches Reich | 28. April 1935    |
| Europarekord         | 53,10 m | Willy Schröder   | Magdeburg, Deutsches Reich | 28. April 1935    |
| Meisterschaftsrekord | 50,38 m | Harald Andersson | EM Turin, Italien          | 8. September 1934 |

Der bestehende EM-Rekord wurde bei diesen Europameisterschaften nicht erreicht. Die größte Weite im Wettkampf am 5. September erzielte der deutsche Europameister Willy Schröder mit 49,70 m. Den Meisterschaftsrekord verfehlte er damit um 68 Zentimeter. Zu seinem eigenen Welt- und Europarekord fehlten im 3,40 Meter.

## Durchführung
In den Quellenangaben (hier auf der Seite des europäischen Leichtathletikverbands EAA) zum Diskuswurf findet sich nur eine Ergebnisliste mit dem Finalresultat für alle sechzehn Teilnehmer. Eine Qualifikation wird dort nicht aufgeführt. Demnach sind alle Wettkämpfer gemeinsam in einer Gruppe zum Finale angetreten. Wie viele Versuche den Athleten zur Verfügung standen und ob es nach der dritten Runde, wie damals zum Beispiel bei Olympischen Spielen üblich, mit den besten sechs Werfern in ein Finale mit drei weiteren Durchgängen ging, wird nicht klar.
Bei den Olympischen Spielen in dieser Zeit war es in den technischen Disziplinen übliche Praxis, zunächst am Morgen des Wettkampftages eine Qualifikationsrunde durchzuführen, wenn die Zahl der Teilnehmer nicht zu gering war. Diese Vorausscheidung wurde in zwei Gruppen ausgetragen. Das Finale fand dann mit den dafür qualifizierten Sportlern in aller Regel am Nachmittag desselben Tages statt.

## Finale

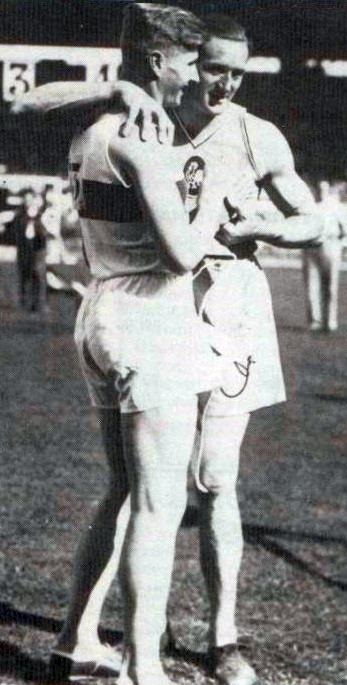
Willy Schröder (links) zusammen mit dem siebtplatzierten Jules Noël, der im Kugelstoßen Neunter wurde

5. September 1938, 14.00 Uhr
| Platz | Name              | Nation             | Weite (m) |
| ----- | ----------------- | ------------------ | --------- |
| 1     | Willy Schröder    | Deutsches Reich    | 49,70     |
| 2     | Giorgio Oberweger | Königreich Italien | 49,48     |
| 3     | Gunnar Bergh      | Schweden           | 48,72     |
| 4     | Kalevi Kotkas     | Finnland           | 48,63     |
| 5     | Adolfo Consolini  | Königreich Italien | 48,02     |
| 6     | Jenő Kulitzy      | Ungarn             | 47,19     |
| 7     | Jules Noël        | Frankreich         | 46,65     |
| 8     | Reidar Sørlie     | Norwegen           | 46,36     |
| 9     | Åke Hedvall       | Schweden           | 46,08     |
| 10    | Stylianos Floros  | Griechenland       | 45,56     |
| 11    | Nikólaos Syllas   | Griechenland       | 45,50     |
| 12    | Ernst Lampert     | Deutsches Reich    | 44,38     |
| 13    | Paul Winter       | Frankreich         | 42,68     |
| 14    | Jaroslav Vítek    | Tschechoslowakei   | 41,18     |
| 15    | Oskar Ospelt      | Liechtenstein      | 39,80     |
| 16    | Jean Wagner       | Luxemburg          | 38,17     |

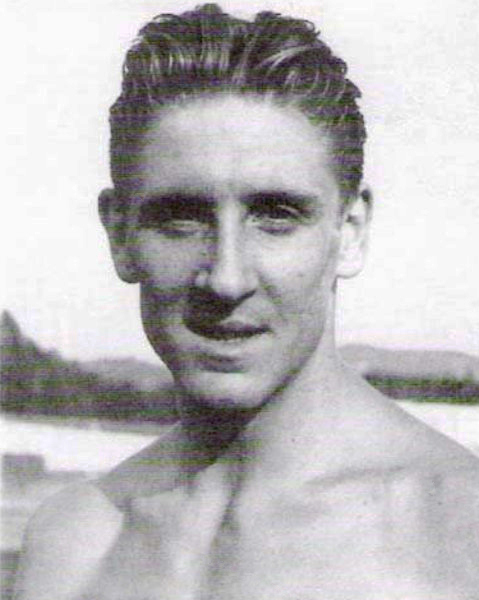
Der Olympiadritte von 1936 Giorgio Oberweger gewann Silber
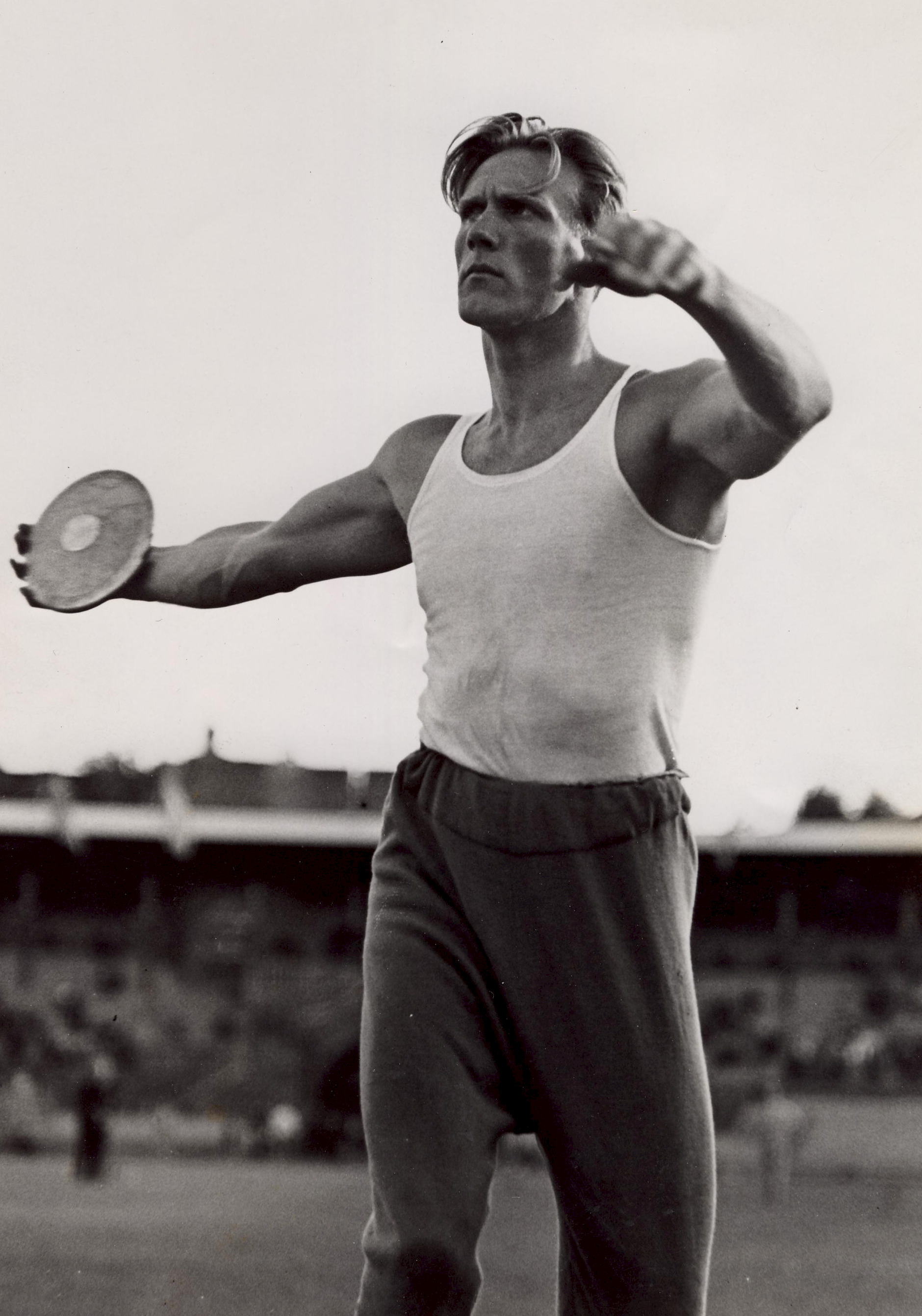
Bronzemedaillengewinner Gunnar Berg – im Kugelstoßen wurde er Fünfter

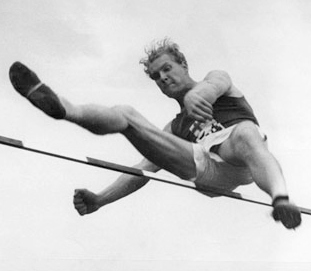
Kalevi Kotkas – im Hochsprung Europameister von 1934 und Vizeeuropameister von 1938 – wurde Vierter im Diskuswurf, wobei er Bronze nur um neun Zentimeter verfehlte
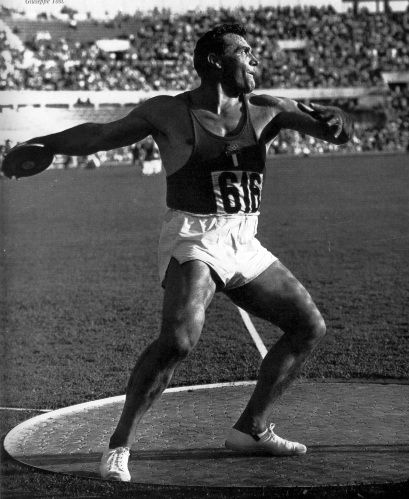
Adolfo Consolini stand mit seinem fünften Rang am Beginn einer langen ganz großen Karriere
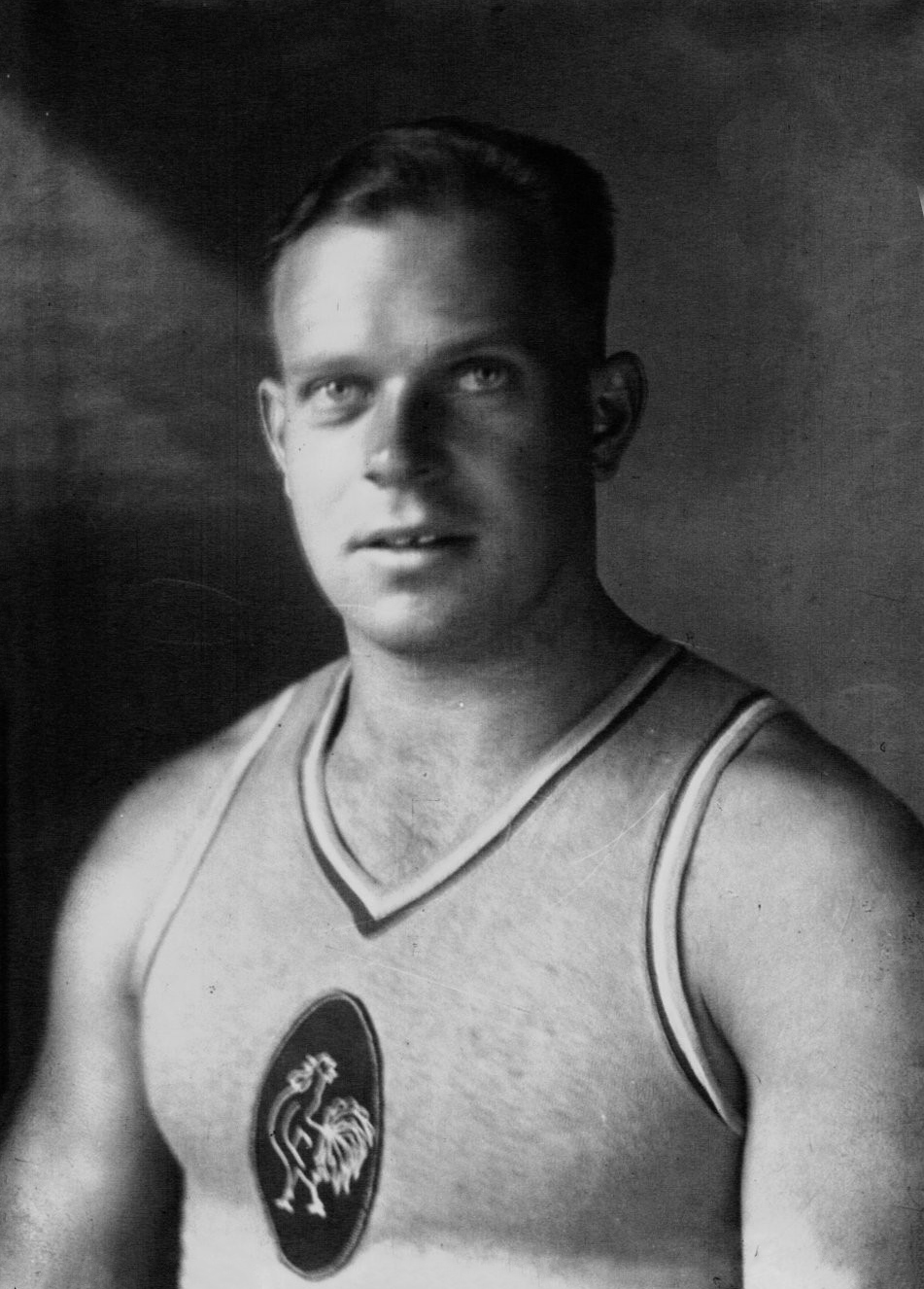
Nach seinem zweiten Platz von 1934 wurde Paul Winter nun Dreizehnter